# راکمن (ویرجینیای غربی)
راکمن (به انگلیسی: Ruckman) یک منطقهٔ مسکونی در ایالات متحده آمریکا است که در شهرستان همپشر، ویرجینیای غربی واقع شده‌است.